# Hyssia korebia
Hyssia korebia là một loài bướm đêm trong họ Noctuidae.